# Katy Hessel
Katy Hessel (Londres - Reino Unido, 5 de Fevereiro de 1994) é uma historiadora de arte, escritora, podcaster, activista e curadora que se dedica à investigação, divulgação e celebração do trabalho de mulheres artistas.
É autora do projecto The Great Women Artists e do livro The Story of Art Without Men, best-seller do Sunday Times e do New York Times, vencedor do Waterstones Book of the Year.
Em 2021, foi seleccionada para a conceituada lista Forbes 30 Under 30 (Europa) na secção de Arte e Cultura. Este ranking anual reconhece jovens talentos em ascensão em diversos campos e geografias.

## Formação
Reside em Londres, cidade onde cresceu. Estudou História da Arte na Westminster School e na University College London.

## As Grandes Mulheres Artistas
Hessel administra, desde 2015, a conta de Instagram The Great Women Artists (@thegreatwomenartists), hoje com mais de 435 mil seguidores. Através desta iniciativa, a curadora procura corrigir desequilíbrios de género, desconstruir o cânone, desafiar o elitismo e tornar a história da arte mais inclusiva e acessível, destacando o papel de mulheres que, ao longo do tempo, foram ficando mais ou menos na penumbra. Os posts que produz sinalizam desde jovens recém-formadas a grandes mestres, trabalhando com os mais diversos meios, da pintura à escultura, da fotografia ao têxtil, passando pela cerâmica e pela instalação. A sua designação homenageia Linda Nochlin, proeminente historiadora de arte e curadora feminista.
No âmbito deste projecto, inicia a coordenação de residências artísticas no Palazzo Monti, em Bréscia (Itália). Desde 2018, este espaço cultural recebe artistas convidadas pela curadora britânica durante seis semanas.
Em 2019, iniciou um podcast homónimo, no qual aprofunda estas intenções através de conversas com grandes nomes da história da arte, como Marina Abramović, Tracey Emin, Ali Smith, Barbara Kruger, Hilton Als ou Elif Shafak. Este conta com mais de 145 episódios e 12 temporadas, surgindo repetidamente em diversos tops de podcasts, nomeadamente na British Vogue e na Wallpaper Magazine.
É colunista do The Guardian desde Julho de 2022, onde é responsável pelo The Great Women's Art Bulletin.

## A História da Arte Sem Homens
Em 2022, Hessel publicou o livro The Story of Art Without Men, no qual relata o percurso de diversas figuras femininas, dando forma e seriedade às suas vozes. A ambiciosa publicação cobre técnicas e movimentos de 1500 à actualidade, insistindo em resistir a um sistema marcadamente euro e falocêntrico. Fruto de uma investigação massiva, este conta com mais de 500 páginas profusamente ilustradas.
O seu título pretende responder à célebre compilação The Story of Art [A História da Arte], de Ernest Hans Gombrich, que não contou com nenhuma mulher na sua primeira edição, em 1950. Este procura igualmente aludir à pergunta pioneira e provocatória feita por Nochlin, em 1971, no ensaio intitulado Why Have There Been No Great Women Artists? [Porque Não Houve Grandes Mulheres Artistas?].
Apesar de ter sido vencedor do Waterstones Book of the Year, este best-seller do Sunday Times e do New York Times contou com algumas notas críticas, sobretudo em relação à sua abordagem revisionista. Ainda assim, a Vanity Fair e a PureWow incluiram-no nos seus Gift Guides de 2023. Este surge igualmente na lista dos 10 Melhores Livros de Arte e Cultura em 2023, seleccionados pela Kirkus Reviews.
A edição original, da Hutchinson Heinemann - Penguin Random House, pode agora ser encontrada em versão paperback e formato e-book.
Foi traduzido para língua portuguesa em 2024 e apresentado, no mês de Outubro, no Centro de Arte Moderna da Fundação Calouste Gulbenkian, em Lisboa. O lançamento contou com a presença da autora, em conversa com Ana Botella, directora adjunta da instituição, e Eurídice Gomes, editora na Objectiva.

## Outros Projectos
Hessel narrou dois documentários televisivos produzidos pela British Broadcasting Corporation: Inside Museums - Artemisia Gentileschi (2020) e Art on the BBC. Monet - The French Revolutionary (2022).
Deu palestras em diversas instituições de prestígio, entre elas, o Solomon R. Guggenheim Museum (Nova Iorque), a Tate Modern (Londres), o Victoria & Albert Museum (Londres), o Barbican Centre (Londres), a University of Cambridge, a Goldsmiths - University of London, a National Gallery (Londres), a Hauser & Wirth (Londres) e o Courtauld Institute of Art (Londres), entre outras.
A 8 de Março de 2020, Hessel tornou-se apresentadora da série Dior Talks: Feminist Art, um podcast que aprofunda o profícuo diálogo entre Maria Grazia Chiuri, directora criativa da marca parisiense desde 2016 e artistas/curadoras contemporâneas, como Judy Chicago, Paola Ugolini ou Tomaso Binga.
Em 2022, foi nomeada curatorial trustee do Charleston Trust (Sussex), casa-estúdio dos pintores Vanessa Bell e Duncan Grant.
A partir de 2024, dedicou-se à criação de uma série de audioguias intitulada Museums Without Men [Museus Sem Homens]. Com esta iniciativa, a curadora procura dar destaque a mulheres e artistas não-binários nas colecções de grandes instituições internacionais, como é o caso da Tate Britain (Londres), do Metropolitan Museum of Art (Nova Iorque) ou do Hirshhorn Museum (Washington).
Nesse mesmo ano, ficou responsável por escrever e apresentar a segunda temporada de Death of an Artist [Morte de um Artista], podcast composto por seis episódios sobre o legado de Lee Krasner e Jackson Pollock.
Actualmente, é visiting fellow no Murray Edwards College - University of Cambridge.
Colabora regulamente com a Harper's Bazaar e com a BBC Radio.

## Curadoria
- Lydia Blakeley, Eliza Hopewell, Christina Kimeze - Palazzo Monti, Bréscia (2023)[56]
- The Story of Art as it’s Still Being Written - Victoria Miro Gallery, Londres (2022)[57]
- Dissolving Realms - Kasmin Gallery, Nova Iorque (2022)[58]
- From Near and Far: Collage and Figuration in the Contemporary Age - Stephen Friedman Gallery, Londres (2022) com Deborah Roberts[59]
- Sahara Longe, Katy Stubbs, Michaela Yearwood-Dan - Palazzo Monti, Bréscia (2021)[60]
- Dwelling Is The Light - Timothy Taylor Gallery, Online (2020)[61]
- Sara Anstis, Somaya Critchlow, Charlotte Edey, Ella Walker - Palazzo Monti, Bréscia (2019)[62]
- María Berrio, Caroline Walker, Flora Yukhnovich - Victoria Miro Gallery, Londres (2019)[63]
- The Great Women Artists x Tate Late - Tate Modern, Londres (2019)[64]
- In The Company Of - TJ Boulting, Londres (2018)[65]
- Kate Dunn, Antonia Showering, Flora Yukhnovich - Palazzo Monti, Bréscia (2018)[66]
- The Great Women Artists: Women on Instagram - Mother, Londres (2017)[67]

## Prémios
- 2023: The British Book Awards - Livro do Ano (Finalista)[68]
- 2023: Barnes & Noble - Livro do Ano (Finalista)[38]
- 2022: Waterstones - Livro do Ano (Vencedora)[5]
- 2021: Forbes 30 Under 30 (Europa) na secção de Arte e Cultura[5]

## Ligações Externas
- The Great Women Artists Podcast | Spotify
- The Great Women Artists Podcast  | Apple
- The Great Women Artists Newsletter | Substack
- The Great Women Artists | Instagram Profile
- Death of an Artist Podcast | Spotify
- Death of an Artist Podcast | Apple
- Entrevista a Luís Caetano | Antena 2
- The Waterstones Book of the Year Interview | Youtube
- The Great Women's Art Bulletin | The Guardian
- Katy Hessel | Goodreads Profile
- De Vieira da Silva a Katy Hessel - APERITIVO Podcast | Spotify